# Coleocephalocereus fluminensis
Coleocephalocereus fluminensis là một loài thực vật có hoa trong họ Cactaceae. Loài này được (Miq.) Backeb. mô tả khoa học đầu tiên năm 1942.